# Litro

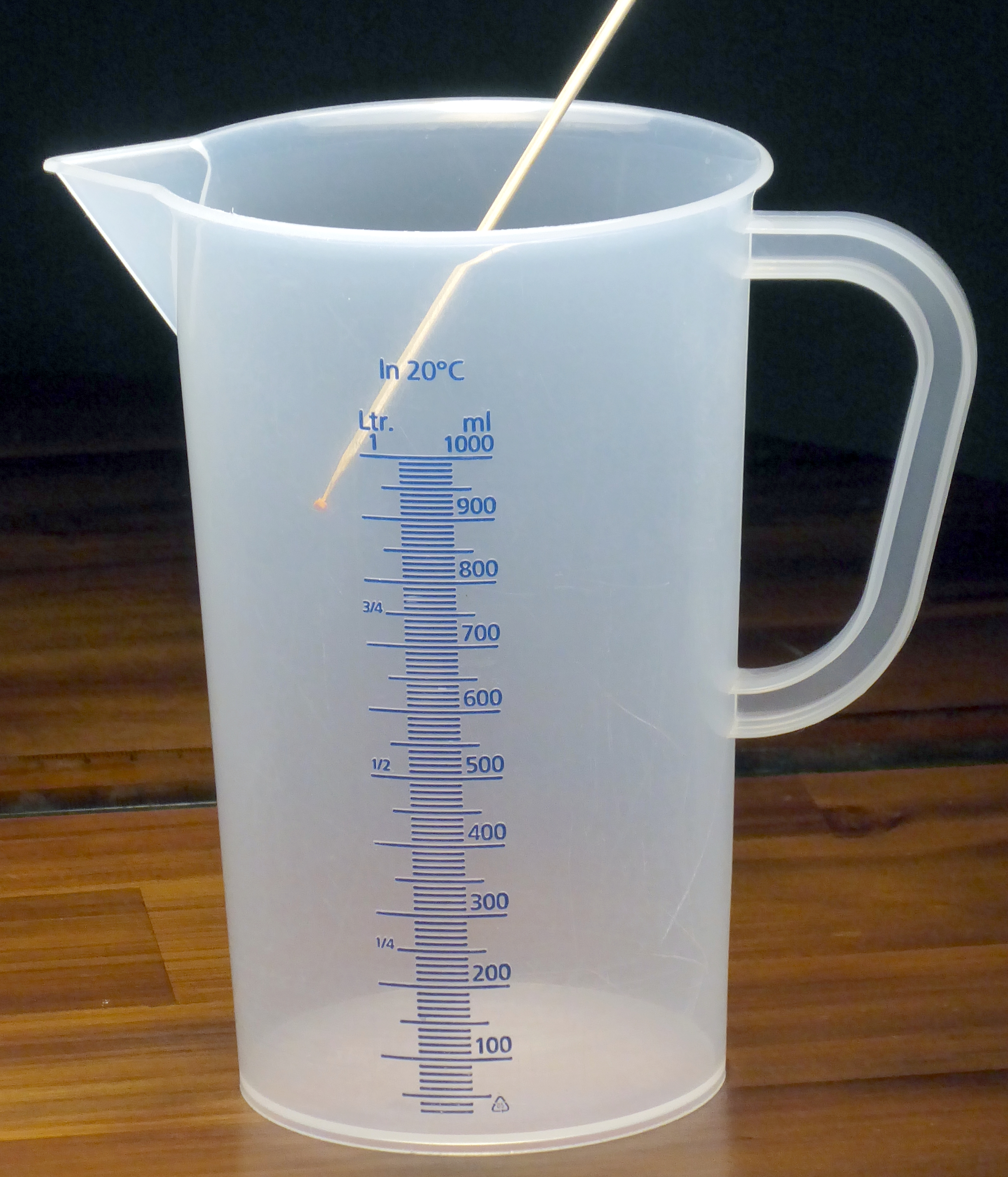
Jarra medidora de litro feita á plástico

O litro é uma unidade de medida de volume ou capacidade (simbolizada por l, L ou, de forma não-aprovada pelo BIPM ou pela CGPM, ℓ) que obedece ao sistema métrico decimal e é aceita pelo Sistema Internacional de Unidades, embora não seja uma de suas unidades oficiais. Corresponde à quantidade de líquido que cabe exatamente dentro de um cubo com 1 dm de aresta, de modo que o cubo fique completamente cheio. O metro cúbico (m³) é a unidade oficial do SI para medidas de volume/capacidade.

## Equivalências
1 litro é igual a:
- 1.000 mililitros
- 100 centilitros
- 10 decilitros
- 0,1 decalitros
- 0,01 hectolitros
- 0,001 quilolitros

Cada litro corresponde a 1 decímetro cúbico ou também a 0,001 metro cúbico. Como referência, 1 litro de água corresponde aproximadamente a 1 quilograma da mesma substância, uma vez que a densidade da água se aproxima de 1 kg/l.
A milésima parte de um litro (0,001) é o mililitro (ml ou mL). A maioria das garrafas de produtos têm seu volume (o qual é escrito no rótulo e gravado no fundo das garrafas) expresso em mililitros (mL), tornando-o uma das medidas volumétricas mais utilizadas. Também estão expressos em mL os volumes de vidros de remédios, mamadeiras, frascos de soro hospitalar, o volume de chuva acumulada etc. No cotidiano, utiliza-se muito a expressão mL ("eme-ele") ao invés de mililitros.

## Símbolo
Originalmente, o único símbolo para o litro era o l (éle) minúsculo. No entanto, tanto na tipografia quanto na caligrafia, o "l" minúsculo pode ser muito parecido com o algarismo "1" ou com a letra "i" maiúscula, o que pode causar confusões. Este problema foi e continua sendo contornado pelo uso do l em letra cursiva. A partir da década de 1970, começou-se a sugerir o uso do L maiúsculo, e atualmente vários organismos de padronização seguem essa recomendação, inclusive para os múltiplos e submúltiplos do litro.

## Múltiplos e submúltiplos
O litro pode ser usado com qualquer prefixo do SI. O mais frequentemente usado é o mililitro, definido como a milésima parte do litro (um centímetro cúbico). Outras unidades podem ver-se na tabela a seguir:
| Múltiplo | Nome       | Símbolo |  | Submúltiplo | Nome       | Símbolo |
| -------- | ---------- | ------- |  | ----------- | ---------- | ------- |
| 100      | litro      | L       |  |             |            |         |
| 101      | decalitro  | daL     |  | 10–1        | decilitro  | dL      |
| 102      | hectolitro | hL      |  | 10–2        | centilitro | cL      |
| 103      | quilolitro | kL      |  | 10–3        | mililitro  | mL      |
| 106      | megalitro  | ML      |  | 10–6        | microlitro | µL      |
| 109      | gigalitro  | GL      |  | 10–9        | nanolitro  | nL      |
| 1012     | teralitro  | TL      |  | 10–12       | picolitro  | pL      |
| 1015     | petalitro  | PL      |  | 10–15       | femtolitro | fL      |
| 1018     | exalitro   | EL      |  | 10–18       | attolitro  | aL      |
| 1021     | zettalitro | ZL      |  | 10–21       | zeptolitro | zL      |
| 1024     | yottalitro | YL      |  | 10–24       | yoctolitro | yL      |